# Гута (Волынская область)
Гу́та (укр. Гута) — село в Заболотьевской поселковой общине Ковельского района Волынской области Украины.
До 2020 года входило в Ратновский район.
Близ села проходит Белорусско-украинская граница.
Код КОАТУУ — 0724282201. Население по переписи 2001 года составляет 1694 человека. Почтовый индекс — 44145. Телефонный код — 3366. Занимает площадь 2,277 км².